# Henicomus septiporus
Henicomus septiporus är en mångfotingart som beskrevs av Loomis 1941. Henicomus septiporus ingår i släktet Henicomus och familjen fingerdubbelfotingar. Inga underarter finns listade i Catalogue of Life.